# Iseut de Capio

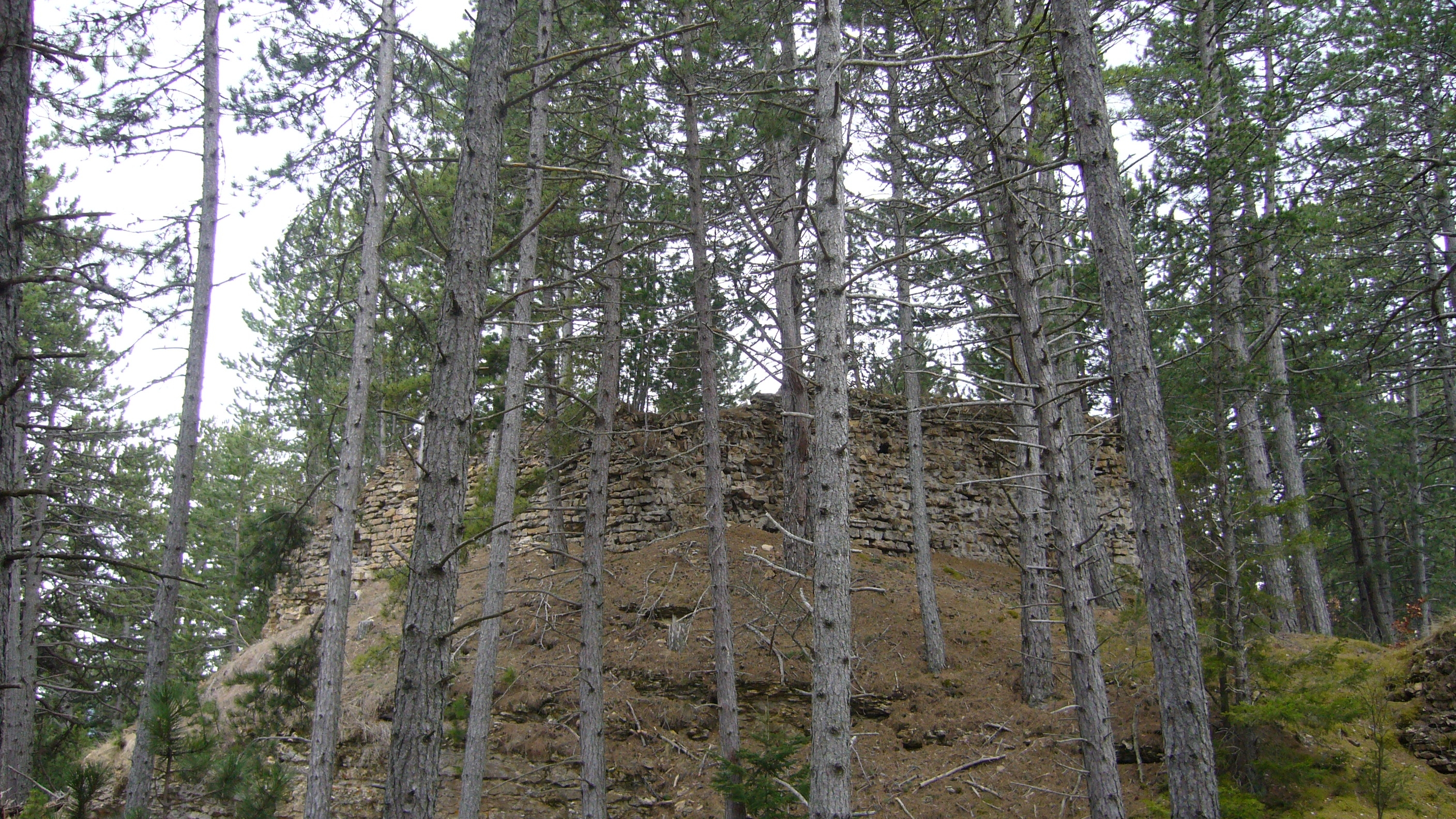
Ruinen des Château de Chapieu auf dem Mont Mimat zwischen Mende und Lanuéjols, Département Lozère, 2008

Iseut de Capio oder Iseut de Capion (* um 1190; † unbekannt) ist eine okzitanische Trobairitz aus der Auvergne, die in okzitanischer Sprache dichtete.

## Leben
Iseut de Capio war eine Adelige aus dem Gévaudan, wahrscheinlich vom Sitz einer der Baronien im Gévaudan, dem Château du Tournel. Sie ist für ihre Schriften und insbesondere für ihr Jeu parti mit Almucs de Castelnau bekannt. Ihr Name scheint eine sprachliche Abwandlung von Chapieu, einem Schloss der Familie Tournel auf dem Mont Mimat, dem Hausberg von Mende, zu sein. Mit dieser Einordnung lässt sich das Leben von Iseut im Zeitraum zwischen 1187 und 1250 verorten: Die Domäne Chapieu gehörte im 12. Jahrhundert zum Bistum Mende und dem Bischof Aldebert III. du Tournel (1153–1187), erst nach seinem Tod im Jahr 1187 ging sie an die Familie du Tournel zurück. Da die Barone du Tournel von 1250 an den Familiennamen Tournel übernehmen, ist Iseut vor diesem Datum geboren.
Camille Chabaneau verortet Capio im Vivarais (heute Chagnon) und nicht in Chapieu.

## Text des Austauschs zwischen Iseut und Almucs
“Dompna n’Almucs, si·us plages

be·us volgra pregar d’aitan

que l’ira e·l mal talan qu’el a fait vas mi tan gran,

vos fezes tenir merces ben fora dreich que n’agues

5 de lui que sospir’ e plaing,

e muor languent e·s complaing

e quier perdon humilmen;

be·us fatz per lui sagramen,

si tot li voletz fenir,

10 qu’el si gart meilz de faillir.

Dompna n’Iseus, s’ieu saubes

qu’el se pentis de l’engan

qu’el a fait vas mi tan gran,

ben fora dreich que n’agues

15 merces; mas a mi no·s taing,

pos que del tort no s’afraing

ni·s pentis del faillimen,

que n’aja mais chauzimen;

mas si vos faitz lui pentir

20 leu podretz mi convertir.”